# Value Alliance
Die Value Alliance ist eine 2016 gegründete Luftfahrtallianz, deren Mitglieder allesamt Billigfluggesellschaften sind.

## Geschichte
Value Alliance wurde am 16. Mai 2016 mit Hilfe der Singapore Airlines gegründet. Mitglieder sind Billigfluggesellschaften aus Südost- und Australasien. Ziel ist es, die Buchungen zu vereinfachen, Flüge zusammenzulegen und weitere Kooperationen zu starten.

## Mitglieder
| Fluggesellschaft | Herkunft    | Beitritt       | Flugzeuge |
| ---------------- | ----------- | -------------- | --------- |
| Cebu Pacific     | Philippinen | 16. Mai 2016 * | 66        |
| Jeju Air         | Südkorea    | 16. Mai 2016 * | 39        |
| Nok Air          | Thailand    | 16. Mai 2016 * | 21        |
| Scoot            | Singapur    | 16. Mai 2016 * | 58        |

| Fluggesellschaft   | Herkunft   | Austritt           | Grund des Austritts                                                         |
| ------------------ | ---------- | ------------------ | --------------------------------------------------------------------------- |
| Tigerair           | Singapur   | 25. Juli 2017      | Fusion mit Scoot per 25. Juli 2017                                          |
| Vanilla Air        | Japan      | 30. März 2019      | Kein genauerer Grund wurde genannt Fusion mit Peach Aviation per 01.11.2019 |
| NokScoot           | Thailand   | 26. Juni 2020      | Betrieb eingestellt per 26. Juni 2020                                       |
| Tigerair Australia | Australien | 10. September 2020 | Betrieb eingestellt per 10. September 2020                                  |